# 木村素衛
木村 素衛（きむら もともり、1895年3月11日 - 1946年2月12日）は、日本の哲学者・教育学者。

## 経歴
1895年、石川県生まれ。京都帝国大学哲学科選科を卒業。卒業後は、広島高等師範学校教授となった。1940年、学位論文『実践的存在の基礎構造 教育哲学の考察に向けられたるフイヒテ哲学の一つの研究』を京都帝国大学に提出して文学博士の学位を取得。同1940年に京都帝国大学教授となり、教育学を担当した。

## 研究内容・業績
- 京都学派の一翼を形成し[2]、教育学の哲学的基礎づけを行った。
- 多くの教育者や社会事業家と親交を持ち、彼らに影響も与えている。例えば、戦後近江学園を創設した池田太郎、糸賀一雄らとの親交ならびに影響が知られている[3]。

## 著書
- 『フィヒテ』弘文堂書房 (西哲叢書) 1937
- 『フィヒテ第七章』弘文堂 1937
- 『国民と教養』弘文堂（教養文庫）1939
- 『表現愛』岩波書店 1939
- 『独逸観念論の研究』弘文堂 1940
- 『形成的自覚』弘文堂 1941
- 『国民教育の根本問題』目黒書店（教学新書）1941
- 『美のかたち』岩波書店 1941
- 『草刈籠』弘文堂 1942
- 『日本文化発展のかたちについて』生活社（日本叢書）1945
- 『教育学の根本問題』黎明書房（精神科学選書）1947
- 『雪解 随筆集』能楽書林 1947
- 『教育と人間』弘文堂 1948
- 『花と死と運命』弘文堂（アテネ文庫）1948
- 『国家に於ける文化と教育』岩波書店 1948
- 『紅い実と青い実』弘文堂（アテネ文庫）1949
- 『魂の静かなる時に』弘文堂 1950
- 『ミケルアンヂェロ』弘文堂（アテネ文庫）1950
- 『表現愛と教育愛』木村素衛先生論文集刊行会 1966

復刊
- 『魂の静かなる時に』一灯園灯影舎（灯影撰書）1989
- 『表現愛』こぶし文庫 1997.9
- 『美の形成』こぶし文庫 2000.7
- 『美のプラクシス』京都哲学撰書 燈影舎 2000.7

### 翻訳
- 『カント著作集 第13 一般歴史考』岩波書店 1926
- フィヒテ『全知識学の基礎』岩波書店 1931 のち文庫